# NGC 6021
NGC 6021 ist eine 13,1 mag helle Elliptische Galaxie vom Hubble-Typ E4 im Sternbild Schlange und etwa 216 Millionen Lichtjahre von der Milchstraße entfernt.
Sie bildet zusammen mit NGC 6018 eine optische Doppelgalaxie und wurde am 21. März 1784 von Wilhelm Herschel mit einem 18,7-Zoll-Spiegelteleskop entdeckt, der sie dabei mit „eF, vS, easily verified with 240 power“ beschrieb.